# Eduard Munninger
Eduard Munninger (Gallspach, 1901. december 6. – Esternberg, 1965. február 12.) osztrák író, pedagógus, zenész és misztikus volt.

## Polgári tevékenységei

### Tanítóként
Munninger néptanító volt 1927-től 1931-ig Lambrechtenben, majd Sankt Georgen an der Gusen-ben, végül 1939-ben Kopfingban iskolaigazgató.

### Művelődés-szervezőként
1928-ban Karl Moserrel együtt kiállt egy felső-ausztriai amatőrzenész szövetség létrehozásáért, mely végül 1929-ben Bund der Nichtberufsmusiker Oberösterreichs néven meg is alakult. Munninger megalapította az Oberösterreichischen Musikzeitung als Alpenländischer Musikerzeitung című zenei újságot, mely 1930 és 1935 között jelent meg.
Az 1930-as évek elejétől a fúvószenekarok szövetségének a munkaközösségét vezette, mely hatósági jóváhagyás és pénzügyi háttér nélkül nem tudott birodalmi szintű szövetséggé válni.
1931-ben Anton Moserrel együtt kezdeményezték a Reichsverbandes österreichischer Volksmusik országos szövetség megalapítását, mely 1935-re 60 ezer tagot, 1800 zenekart számlált és Ausztria vezető fúvószenekar szervezete volt. 1938-ban, az Anschluss után az általuk alapított amatőrzenész szövetséget feloszlatták.
1933-ban Katsdorfban könyv- és kottakereskedést nyitott.

### Kastély-üzemeltetőként
Munninger 1937-ben kibérelte az esternbergi Krempelstein várat(de) és 1938 és 1942 között a korábban lakhatatlan épületet Johannes Vogt segítségével felújíttatta és vendégházat és művész szállást alakított ki benne. A fogadó 1947-től a háború után is továbbműködött, főként étteremként és borozóként kirándulók számára.

## Ezoterikus tevékenységei

### Kapcsolat az FRA-val
Munninger kapcsolatokat ápolt okkult és rózsakeresztes témák iránt fogékony körökkel. Egy 1951. május 8-án – Arnold Krumm-Heller (1876-1949) halála után két évvel – Reuben Swinburne Clymernek írt levelében utalt rá, hogy a Fraternitas Rosicruciana Antiqua német születésű alapítója, Krumm-Heller korábban kinevezte "ausztriai utódának" és utalt baráti kapcsolatukra. Erre a levélre és benne Munninger kapcsolatfelvételi kísérletére Clymer valószínűleg sohasem válaszolt, így elmaradt a tényleges kapcsolatfelvétel az FRC-vel.

### AAORRAC és az AMORC
Ezek után a mind Clymer, mind korábban Krumm-Heller által elutasított AMORC-hoz fordult. Az AMORC tevékenysége ekkor még nem volt szervezett Németországban (csak 1952-ben alakult nagypáhollyá, előtte alacsonyabb szervezettségi fokon működött) és pozitívan fogadták Munninger kezdeményezését. Az AMORC 1949 és 1954 közötti német nagymestere, Martin Ehler tanácsára veszi fel Munninger 1952-ben rendje kialakításakor, az AAORRAC (Antiquus Arcanus Ordo Rosae Rubeae Aureae Crucis) elnevezést. Ez a név már 1921-ben megjelent és Harvey Spencer Lewis úgy utalt rá, mint az AMORC teljes nevére. Munninger saját írásokat is elkezdett kiadni és misztikus tevékenysége során a Medardus O. R. C. nevet használta.
Martin Ehler visszaemlékezése szerint az ő tisztsége ideje alatt volt kapcsolat a két szervezet között, azonban Munninger rendjében olykor meglehetősen furcsa éjszakai szertartásokat tartottak kint az erdőn, továbbá "fantáziadús lovagi jelmezeket viseltek". Munningert mindent egybevetve "jóakaratú, de ezoterikus fantáziával megáldott embernek" írta le. Az együttműködés még 1952 vége előtt elhalt.
A vár – 1965-ben bekövetkezett haláláig – pánszófisták, és a legváltozatosabb hátterű rózsakeresztesek találkozóhelye volt.

## Fordítás
Ez a szócikk részben vagy egészben  az   Eduard Munninger című német Wikipédia-szócikk fordításán alapul.  Az eredeti cikk szerkesztőit annak laptörténete sorolja fel. Ez a jelzés csupán a megfogalmazás eredetét és a szerzői jogokat jelzi, nem szolgál a cikkben szereplő információk forrásmegjelöléseként.